# Manguezal
Manguezal, mangue ou mangal é um ecossistema costeiro de transição entre os biomas terrestre e marinho. O termo aplica-se a zonas úmidas características de regiões tropicais e subtropicais, associadas às margens de baías, enseadas, barras, desembocaduras de rios, lagunas e reentrâncias costeiras, onde há encontro de águas de rios com a do mar, ou diretamente expostos à linha da costa, sujeitas ao regime das marés e dominadas por espécies vegetais típicas, às quais se relacionam outros componentes vegetais e animais.
Ao contrário do que acontece em praias arenosas e dunas, a cobertura vegetal do manguezal instala-se em substratos de vasa de formação recente, de pequena declividade, sob a ação diária das marés de água salgada ou, pelo menos, salobra.

O termo "mangue" também se aplica às espécies arbóreas características desse habitat natural.

## Características

### O solo

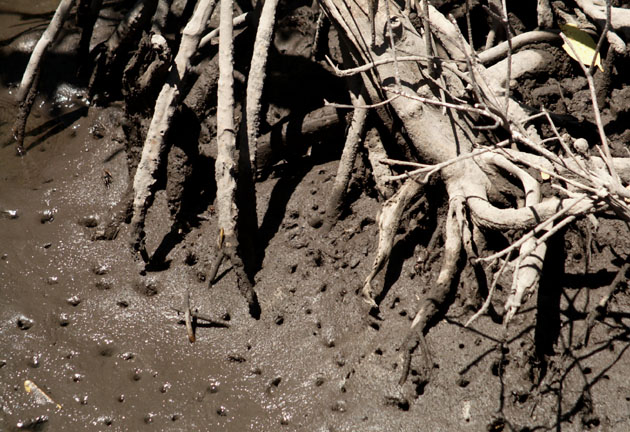
Solo de manguezal repleto de buracos de Uca sp.

O solo dos manguezais caracteriza-se por ser úmido, salgado, lodoso, pobre em oxigênio e muito rico em nutrientes. Por possuir grande quantidade de matéria orgânica em decomposição, por vezes apresenta odor característico, mais acentuado se houver poluição. Essa matéria orgânica serve de alimento à base de uma extensa cadeia alimentar, como por exemplo, crustáceos e algumas espécies de peixes. O solo do manguezal serve como habitat para diversas espécies, como caranguejos.

### Vegetação

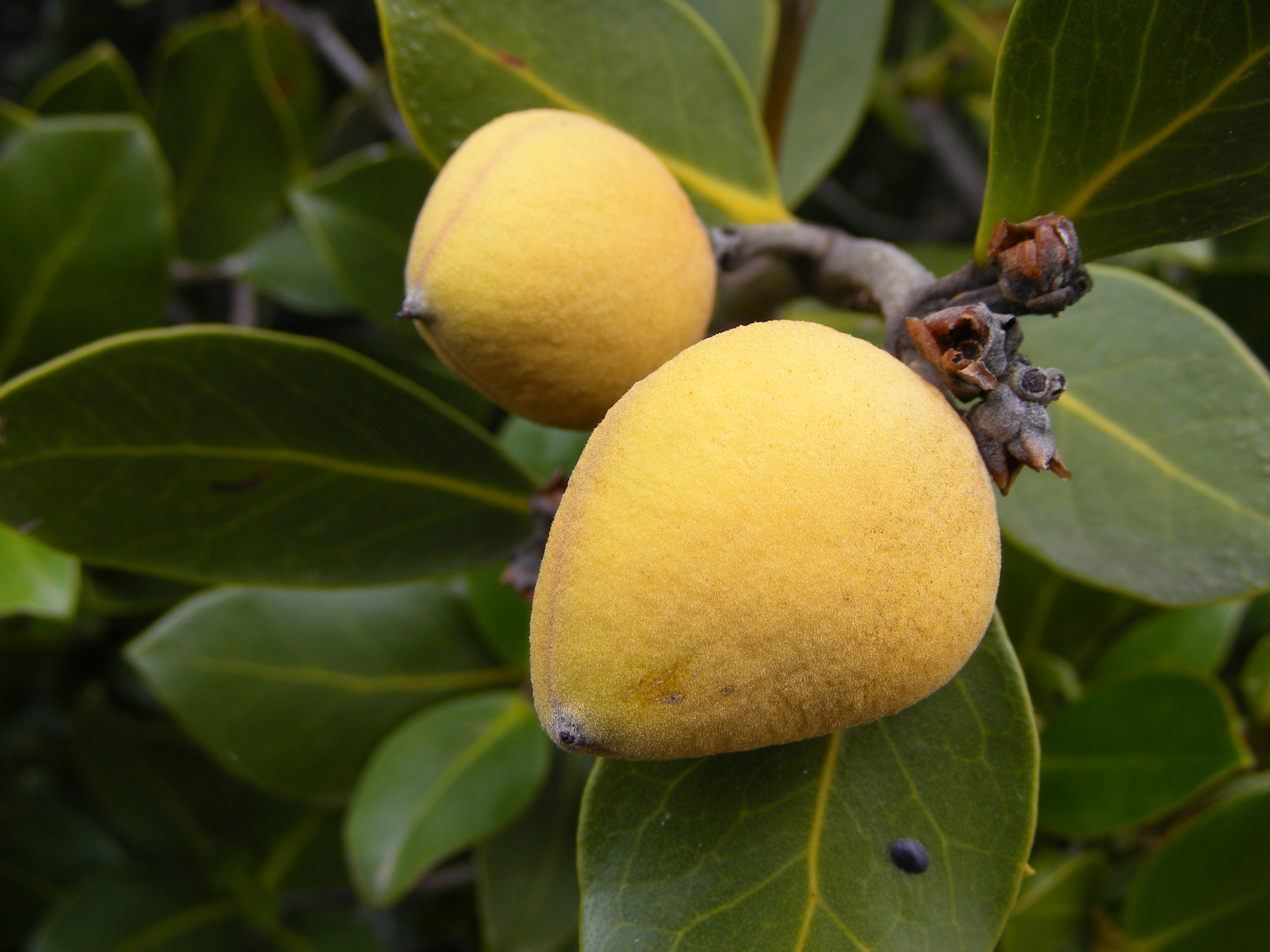
Fruto de Avicennia officinalis, espécie típica do mangue

Em virtude do solo salino e da deficiência de oxigênio, nos manguezais predominam os vegetais halófilos, em formações de vegetação litorânea ou em formações lodosas. As suas longas raízes halófilas permitem a sustentação das árvores no solo lodoso.
A vegetação dos manguezais devido estar localizado em várias regiões é ampla e bem diversificada. Assim, estudar a sua distribuição é uma tarefa difícil para pesquisadores e estudantes. Onde, características de uma região são diferentes de outras, tornando difícil sua descrição, sendo influenciada por fatores como salinidade, pH e teor de matéria orgânica.
Os manguezais são encontrados ao longo de todo o litoral brasileiro, onde as principais espécies de árvores típicas deste ecossistema são:
- Rhizophora mangle (mangue-vermelho ou mangue sapateiro) - próprio de solos lodosos, com raízes aéreas; um dos mangues mais resistentes
- Laguncularia racemosa (mangue-branco) - encontrado em terrenos mais altos, de solo mais firme, associado a formações arenosas;
- Avicennia schaueriana (mangue-preto, canoé)
- Avicennia germinans
- Avicennia nitida
- Conocarpus erectus (mangue-de-botão)
- Clusia fluminensis (abaneiro)

A espécie Laguncularia racemosa merece destaque por ser a única espécie típica de mangue encontrada no Arquipélago de Fernando de Noronha, num único manguezal localizado na Baía do Sudeste.
No Indo-Pacífico, as árvores típicas do mangal são a Rhyzofora mucronata (mangal vermelho), a Avicenia marina (mangal branco), a Brughiera gymnorhyza e o Ceriops tagal.

## Importância

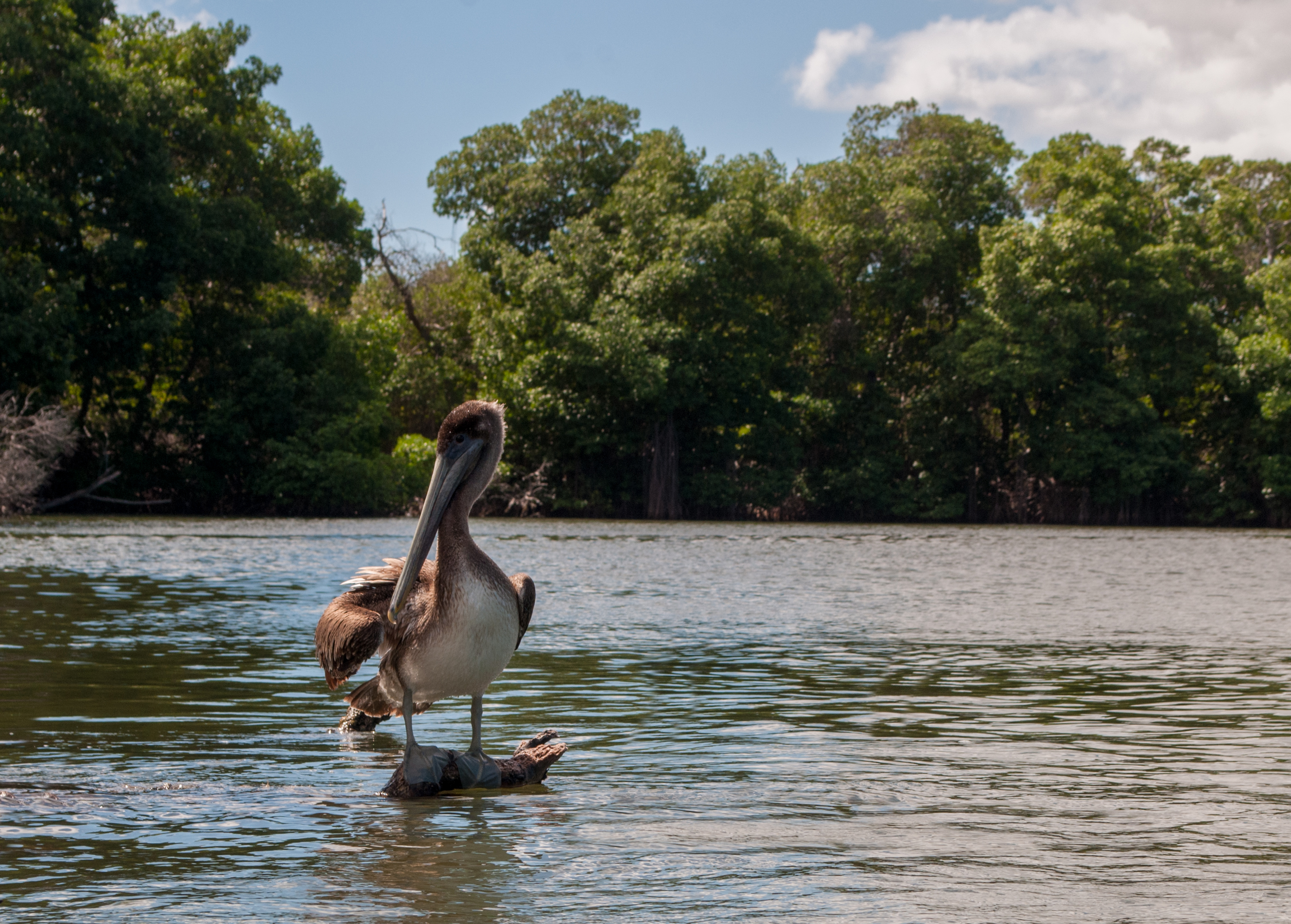
Pelicano em ambiente de mangue

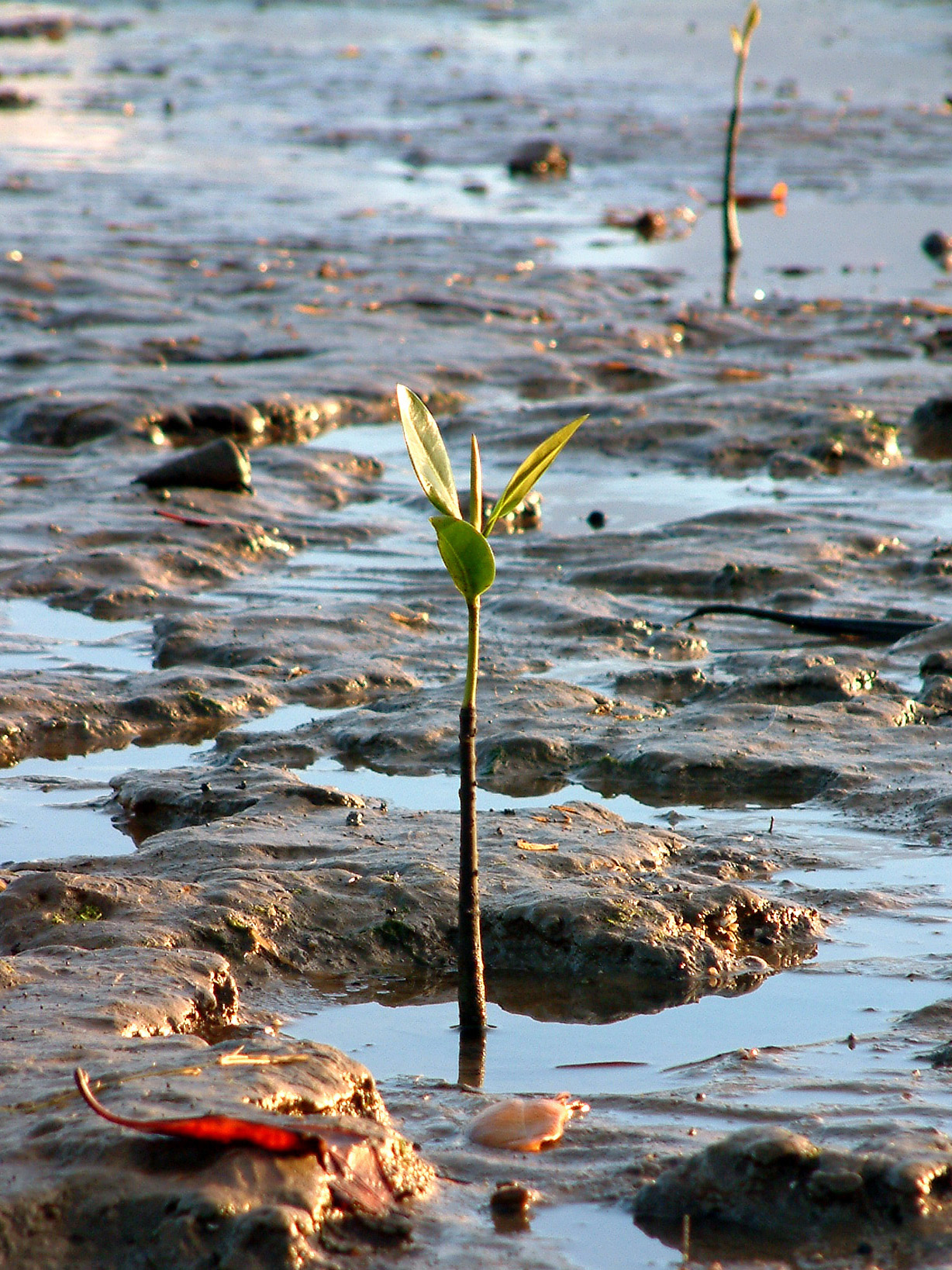
Rhizophora a florescer

Os manguezais desempenham um importante papel como exportador de matéria orgânica para os estuários, contribuindo para a produtividade primária na zona costeira. Por essa razão, constituem-se em ecossistemas complexos e dos mais férteis e diversificados do planeta. A sua biodiversidade faz com que essas áreas se constituam em grandes "berçários" naturais, tanto para as espécies típicas desses ambientes, como para animais, aves, peixes, moluscos e crustáceos, que aqui encontram as condições ideais para reprodução, eclosão, criadouro e abrigo, que tenham valor ecológico ou econômico.
Com relação à pesca, os manguezais produzem mais de 70% do alimento que o homem captura no mar. Por essa razão, a sua manutenção é vital para a subsistência das comunidades pesqueiras que vivem em seu entorno. Já que essas comunidades tem uma relação de dependência com os manguezais, onde as madeiras que eles retiram utilizam para diversas atividades, como construção de suas moradias, suas jangadas que utilizam para se deslocar no rio, lenha para cozinhar os alimentos que pegam no mangue, principalmente nos períodos de maré baixa de forma bem rústica. Esses povos dificilmente contam com ajuda de algum órgão público sendo o manguezal o elo para sua subsistência.
Com relação à dinâmica dos solos, a vegetação dos manguezais serve para fixar os solos, impedindo a erosão e, ao mesmo tempo, estabilizando a linha de costa.
As raízes do mangue funcionam como filtros na retenção dos sedimentos. Constituem ainda importante banco genético para a recuperação de áreas degradadas, por exemplo, como aquelas por metais pesados.
A destruição dos manguezais gera grandes prejuízos, inclusive para economia, direta ou indiretamente, uma vez que são perdidas importantes frações ecológicas desempenhadas por esses ecossistemas. Entre os problemas mais observados destacam-se o desmatamento e o aterro de manguezais para dar lugar a portos, estradas, agricultura, carcinicultura estuarina, invasões urbanas e industriais, derramamento de petróleo, lançamento de esgotos, lixo, poluentes industriais, agrotóxicos, assim como a pesca predatória, onde é muito comum a captura do caranguejo-ucá durante a época de reprodução, ou seja, nas "andadas", quando torna-se presa fácil. É preciso conhecer e respeitar os ciclos naturais dos manguezais para que o uso sustentado de seus recursos seja possível.

## Utilização sustentável dos manguezais
Muitas atividades podem ser desenvolvidas no manguezal sem lhe causar prejuízos ou danos, entre elas:
- Pesca esportiva, artesanal e de subsistência, desde que se evite a sobrepesca, a pesca de pós-larvas, juvenis e de fêmeas ovadas;
- Utilização da madeira das árvores, desde que se assegure a reflorestação;
- Cultivo de ostras e outros organismos aquáticos;
- Cultivo de plantas ornamentais (orquídeas e bromélias);
- Criação de abelhas para a produção de mel;
- Desenvolvimento de atividades turísticas, recreativas, educacionais e de pesquisa científica.

### Exemplos de utilização sustentável
- No Espírito Santo a produção da panela de barro, típica da região, é um elemento da cultura capixaba. É produzida a partir do barro encontrado nas margens do mangue, conhecido como tabatinga. Após ser modelada e assada, a panela é chicoteada com as raízes das árvores do mangue que liberam o tanino que evita rachaduras. Além da panela de barro, os manguezais capixabas são importantes áreas de coleta de caranguejo, camarão lameirão e siri, pescados com jereré, tipo local de rede de pesca.
- O Manguezal do Itacorubi, na baía Norte da ilha de Santa Catarina, em Florianópolis, é cortado pelo rio Itacorubi e seu afluente, o rio Sertão. É considerado um dos maiores mangues urbanos do mundo, e lá podem-se encontrar espécies como Brachyura (Crustacea: Decapoda). Tem passarelas e placas informativas para os visitantes. Atualmente, entretanto, as passarelas encontram-se quebradas, com partes em madeira caídas dentro do próprio mangue e placas informativas pichadas e bastante deterioradas pela ação do tempo.[7]
- Na Reserva Extrativista Marinha do Pirajubaé, a caminho do Aeroporto Hercílio Luz, em Florianópolis, é feita a coleta de berbigões pela população local.

## Localização

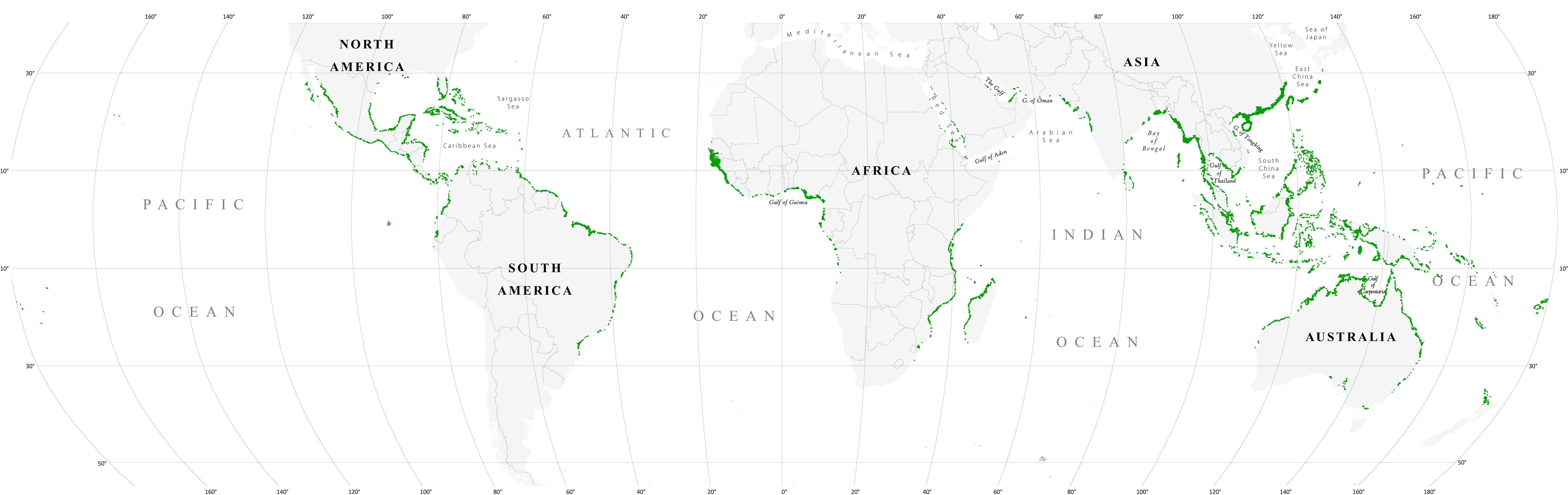
A distribuição dos manguezais no planeta (a verde)

O ecossistema incide em regiões tropicais e subtropicais, no encontro de rios e mares, sobretudo nas costas do Atlântico e Pacífico. Estima-se que, em todo o planeta, existam cerca de 172 000 km² de manguezais.

### No Brasil
Do total de mangues no mundo, cerca de 15%, ou cerca de 26 000 km², distribui-se pelo litoral do Brasil, desde o estado do Amapá até Laguna, em Santa Catarina. Nesse país, o manguezal é protegido por Lei, e qualquer área de incidência é considerada de preservação permanente (APP), segundo o inciso VII do artigo 4º da Lei Federal Brasileira nº 12.651, de 25 de maio de 2012.
O Maranhão detém 36% dos manguezais do país, seguido pelo Pará (28%) e Amapá (16%). Esses três estados possuem a maior porção contínua de manguezais sob proteção legal no mundo, como a Área de Proteção Ambiental das Reentrâncias Maranhenses, a Área de Proteção Ambiental de Upaon-Açu-Miritiba-Alto Preguiças (MA), a Área de Proteção Ambiental Ilha de Algodoal–Maiandeua (PA), a Área de Proteção Ambiental Jabotitiua-Jatium (PA) e o Parque Nacional do Cabo Orange (AP).
Em Pernambuco, existem cerca de 270 quilômetros quadrados de manguezais; na Paraíba, cerca de 160 quilômetros quadrados. A ilha de Fernando de Noronha é a possuidora da menor extensão de manguezal no país.
Na Bahia, no município de Ilhéus são cerca de 1.272 quilômetros quadrados de manguezais, onde se pode encontrar espécies de vegetação como Avicennia, Laguncularia e Rhizophora. Os caranguejos-uçá são comercializadas por pequenos comerciantes gerando fonte de renda e agitando a econômia da região. Pode se observar bem os mangues da cidade ao longo das margens dos rios Santana, Fundão, Almada e Cachoeira e ilhas da porção esturiana.

### Em Moçambique
Os mangais ocorrem ao longo de toda a costa de Moçambique, com exceção das zonas de dunas costeiras, mas são mais abundantes na região norte e do sul, tropical, cobrindo uma área estimada em cerca de 480 mil hectares.
As árvores de mangal aqui existentes (e em todo o Indo-Pacífico) são a Rhyzofora mucronata (mangal vermelho), a Avicenia marina (mangal-branco), a Brughiera gymnorhyza e o Ceriops tagal.